# Белоки (Пезаро и Урбино)
Белоки (итал. Bellocchi) је насеље у Италији у округу Пезаро и Урбино, региону Марке.
Према процени из 2011. у насељу је живело 3555 становника. Насеље се налази на надморској висини од 30 м.